# 锯嘴猫鸟
锯嘴猫鸟（学名：Scenopoeetes dentirostris），也称齿嘴园丁鸟，是雀形目园丁鸟科的一种鸟类，也是锯嘴猫鸟属（学名：Scenopoeetes）的唯一物种。
锯嘴猫鸟体重约163.4克，翼长约145毫米，嘴峰长约30.4毫米，喙宽度约10.6毫米，喙厚度约13.7毫米，跗蹠长约31.6毫米，尾长约104.8毫米。锯嘴猫鸟在其分布区内为留鸟，其栖息在密集的高大树木组成的森林中，食性为草食性，主要食物来源是水果。
锯嘴猫鸟分布于昆士兰东北部的山地（阿瑟顿臺地至伯德金河）。该物种是单型物种，没有亚种分化。